# 573759 Rocheva
573759 Rocheva è un asteroide troiano di Giove del campo greco. Scoperto nel 2009, presenta un'orbita caratterizzata da un semiasse maggiore pari a 5,257972 UA e da un'eccentricità di 0,105033, inclinata di 12,638404° rispetto all'eclittica.
È dedicato a Nina Ročeva, fondista sovietica.